# Blasius Merrem

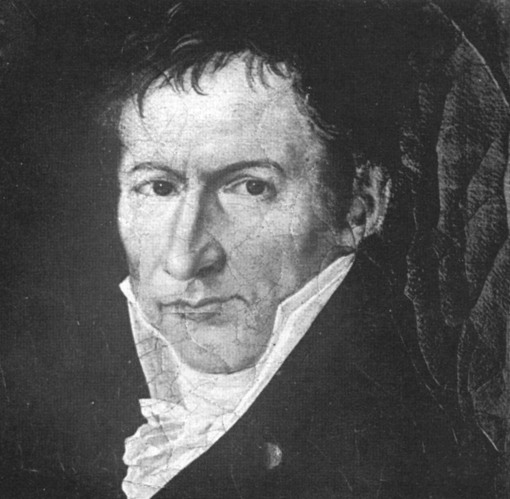
Blasius Merrem

Blasius Merrem (* 4. Februar 1761 in Bremen; † 23. Februar 1824 in Marburg) war ein deutscher Biologe.

## Leben und Wirken
Der Kaufmanns-Sohn Merrem widmete sich zunächst besonders dem Studium der Sprachen (Arabisch, Latein, Griechisch). Nach seinem Eintritt in die Universität Göttingen 1778 wurde er Schüler von Johann Friedrich Blumenbach und begann sich für Zoologie allgemein und Ornithologie sowie Herpetologie im Besonderen zu interessieren. Er lehrte zuletzt als Professor an den Universitäten Duisburg und schließlich Marburg. Er war seit 1782 Assessor und seit 1785 korrespondierendes Mitglied der Göttinger Akademie der Wissenschaften. Im Jahr 1820 wurde er zum Mitglied der Leopoldina gewählt.

## Dedikationsnamen
Ampelis Merremii Lesson, RP, 1839 wird heute als Synonym zum Samtkotinga (Phoenicircus nigricollis Swainson, 1832) betrachtet. Johann Georg Wagler benannte 1824 die Waglers Haubennatter (Xenodon merremii) zu seinen Ehren. Maximilian zu Wied-Neuwied widmete ihm 1821 Coluber merremii die heute als Wasser-Goldbauchnatter-Unterart (Erythrolamprus miliaris merremi) betrachtet wird.

## Werke
- De animalibus scythicis apud Plinium. Goettingae: Grape, 1781. doi:10.5962/bhl.title.44246
- Vermischte Abhandlungen aus der Thiergeschichte. Göttingen: Boßiegel, 1781. doi:10.5962/bhl.title.49063
- Versuch eines Grundrisses zur allgemeinen Geschichte und natürlichen Eintheilung der Voegel. Leipzig: Müller, 1788.
- Beytraege zur Naturgeschichte. Beytraege zur Geshichte (sic!) der Amphibien. Erstes Heft. Duisburg und Lemgo: Meyer 1790. doi:10.5962/bhl.title.4685 doi:10.5962/bhl.title.61811
- Beytraege zur Naturgeschichte. Beytraege zur Geschichte der Amphibien. Zweytes Heft. Beschreibung der Amphibiensammlung des Herrn Doctors und Medicinalraths Janssen in Düsseldorf. Erstes Stück. Leipzig: Verlagshandlung der Gelehrten, Leipzig, 1790; 2. Aufl. Essen: Baedeker 1829.
- Handbuch der Pflanzenkunde nach dem linneischen System. Marburg: Neue academische Buchhandlung, 1809.
- Versuch eines Systems der Amphibien (Tentamen systematis amphibiorum). Marburg: Krieger, 1820. doi:10.5962/bhl.title.5037
- Beitraege zur Naturgeschichte. Beitraege zur Geschichte der Amphibien. Drittes Heft. I. Verbesserungen und Zusätze zu den ersten beiden Heften, S. 1–62. II. Bemerkungen über die Amphibien des Vorgebirges der guten Hoffnung und Beschreibungen einiger derselben, S. 63–141. Baedeker: Essen, 1821.

## Belege
1. ↑  Holger Krahnke: Die Mitglieder der Akademie der Wissenschaften zu Göttingen 1751–2001 (= Abhandlungen der Akademie der Wissenschaften zu Göttingen, Philologisch-Historische Klasse. Folge 3, Bd. 246 = Abhandlungen der Akademie der Wissenschaften in Göttingen, Mathematisch-Physikalische Klasse. Folge 3, Bd. 50). Vandenhoeck & Ruprecht, Göttingen 2001, ISBN 3-525-82516-1, S. 166.
2. ↑  René Primevère Lesson (1839), S. 104.
3. ↑  Johann Georg Wagler (1824), S. 47.
4. ↑  Maximilian zu Wied-Neuwied (1821), S. 121.
5. ↑  Neuerscheinungen über zwei wichtige Persönlichkeiten der Philipps-Universität im 19. und 20. Jahrhundert, abgerufen am 27. Mai 2015.

| Personendaten    | Personendaten    |
| ---------------- | ---------------- |
| NAME             | Merrem, Blasius  |
| KURZBESCHREIBUNG | Zoologe          |
| GEBURTSDATUM     | 4. Februar 1761  |
| GEBURTSORT       | Bremen           |
| STERBEDATUM      | 23. Februar 1824 |
| STERBEORT        | Marburg          |